# Argulus
Se denomina piojo de los peces (Argulus) a un género de crustáceos branquiuros de la familia de los argúlidos (Argulidae). En razón de sus hábitos alimenticios especializados en el parasitismo de peces, presentan una elevada importancia económica, afectando las producciones de piscicultura.

## Taxonomía
Descripción original
Este género fue descrito originalmente en el año 1785 por el naturalista danés Müller.

## Hábitos

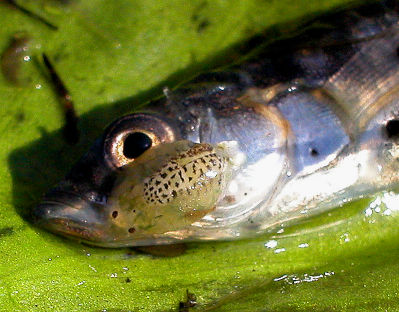
Argulus parasitando a un pez.

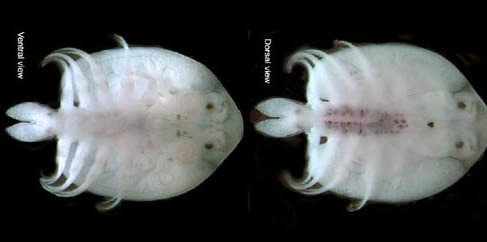
Argulus japonicus.

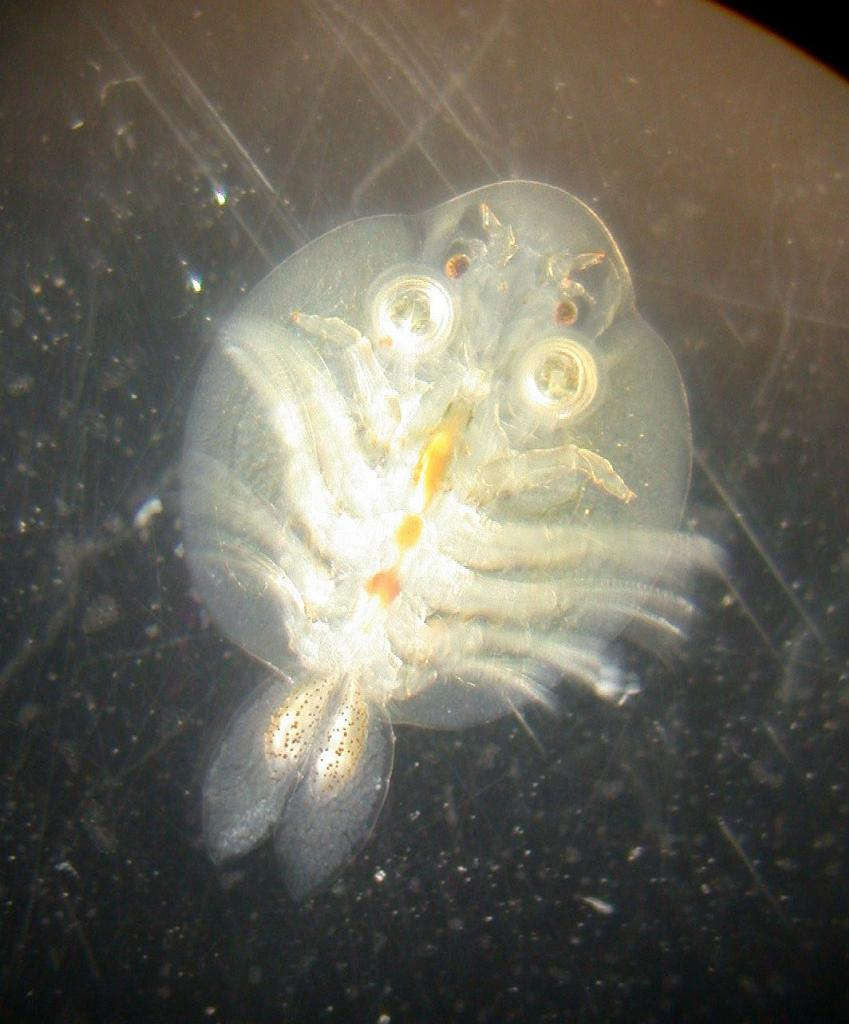
Argulus coregoni.

Estos crustáceos acuáticos de desarrollo directo habitan en todo el mundo, tanto en el mar como en agua dulce. Si bien también se ha reportado parasitando a especies de ranas y salamandras, mayormente son ectoparásitos de peces de una enorme variedad de especies. Cuando alcanza a una víctima, le introduce su estilete bucal, por el cual inyecta enzimas digestivas que licuifican el tejido, para luego alimentarse de la papilla resultante, absorbiéndola.
El pez afectado incrementa su secreción de mucus, desarrollando en la piel lesiones ulcerosas y reacciones inflamatorias; en casos en donde el cuadro se agrava, se llegan a comprometer las capas más profundas de la dermis. Normalmente el pez presenta una sintomatología característica, consistente en alteraciones en la conducta, progresiva anemia, pérdida de peso y una coloración más oscura, esto último se produce como resultado de una modificación del patrón de coloración normal al haberse alterados los cromatóforos por la acción de las toxinas de los estiletes. El daño en el hospedador suele agravarse ya que, como resultado de su actividad, se genera una brecha donde penetran agentes patogénicos, produciendo infecciones fúngicas y bacteriales, sumado a que el pez sufre un proceso de inmunodepresión (estrés). Ataca tanto a peces en libertad en ambientes naturales como a los confinados en establecimientos de piscicultura y hasta a peces en acuarios domésticos.

## Subdivisión
Este género se compone de las siguientes especies:
- Argulus africanus Thiele, 1900
- Argulus alexandrensis C. B. Wilson, 1923
- Argulus alosae Gould, 1841
- Argulus amazonicus Malta & Santos-Silva, 1986
- Argulus ambloplites C. B. Wilson, 1920
- Argulus americanus C. B. Wilson, 1902
- Argulus angusticeps Cunnington, 1913
- Argulus annae Schuurmans Stekhoven J.H. Jr, 1951
- Argulus appendiculosus C. B. Wilson, 1907
- Argulus arcassonensis Cuénot, 1912
- Argulus australiensis Byrnes, 1985
- Argulus belones Kampen, 1909
- Argulus bengalensis Ramakrishna, 1951
- Argulus bicolor Bere, 1936
- Argulus boli Tripathi, 1975
- Argulus borealis C. B. Wilson, 1912
- Argulus brachypeltis Fryer, 1959
- Argulus caecus C. B. Wilson, 1922
- Argulus capensis Barnard, 1955
- Argulus carteri Cunnington, 1931
- Argulus catostomi Dana & Herrick, 1837
- Argulus cauveriensis Thomas & Devaraj, 1975
- Argulus chesapeakensis Cressey, 1971
- Argulus chicomendesi Malta & Varella, 2000
- Argulus chilensis Martinez, 1952
- Argulus chinensis Ku & Yang, 1955
- Argulus chromidis Kroyer, 1863
- Argulus coregoni Thorell, 1865
- Argulus cubensis C. B. Wilson, 1936
- Argulus dactylopteri Thorell, 1865
- Argulus dageti Dollfus, 1960
- Argulus dartevellei Brian, 1940
- Argulus diversicolor Byrnes, 1985
- Argulus diversus C. B. Wilson, 1944
- Argulus ellipticaudatus K. N. Wang, 1960
- Argulus elongatus Heller, 1857
- Argulus ernsti Weibezahn & Cobo, 1964
- Argulus exiguus Cunnington, 1913
- Argulus flavescens C. B. Wilson, 1916
- Argulus floridensis Meehan, 1940
- Argulus fluviatilis Thomas & Devaraj, 1975
- Argulus foliaceus (Linnaeus, 1758)
- Argulus fryeri Rushton-Mellor, 1994
- Argulus funduli Krøyer, 1863
- Argulus fuscus Bere, 1936
- Argulus giordanii Brian, 1959
- Argulus gracilis Rushton-Mellor, 1994
- Argulus hylae Lemos de Castro & Gomes-Correa, 1985
- Argulus ichesi Bouvier, 1910
- Argulus incisus Cunnington, 1913
- Argulus indicus Weber, 1892
- Argulus ingens C. B. Wilson, 1912
- Argulus intectus C. B. Wilson, 1944
- Argulus izintwala J. G. Van As & L. L. Van As, 2001
- Argulus japonicus Thiele, 1900
- Argulus jollymani Fryer, 1956
- Argulus juparanensis Lemos de Castro, 1950
- Argulus kosus Avenant-Oldewage, 1994
- Argulus kunmingensis Shen, 1948
- Argulus kusafugu Yamaguti & Yamasu, 1959
- Argulus laticauda S. I. Smith, 1874
- Argulus lepidostei Kellicott, 1877
- Argulus longicaudatus C. B. Wilson, 1944
- Argulus lunatus C. B. Wilson, 1944
- Argulus macropterus Heegaard, 1962
- Argulus maculosus C. B. Wilson, 1902
- Argulus major K. N. Wang, 1960
- Argulus mangalorensis Natarajan, 1982
- Argulus matuii Sikama, 1938
- Argulus meehani Cressey, 1971
- Argulus megalops S. I. Smith, 1874
- Argulus melanostictus C. B. Wilson, 1935
- Argulus melita Beneden, 1891
- Argulus mexicanus Pineda, Paramo & del Río, 1995
- Argulus mississippiensis C. B. Wilson, 1916
- Argulus mongolianus Tokioka, 1939
- Argulus monodi Fryer, 1959
- Argulus multicolor Schuurmans Stekhoven J.H. Jr, 1937
- Argulus multipocula Barnard, 1955
- Argulus nativus Kirtisinghe, 1959
- Argulus natterei Heller, 1857
- Argulus niger C. B. Wilson, 1902
- Argulus nobilis Thiele, 1904
- Argulus onodai Tokioka, 1936
- Argulus papuensis Rushton-Mellor, 1994
- Argulus paranensis Ringuelet, 1943
- Argulus parsi Tripathi, 1975
- Argulus paulensis C. B. Wilson, 1924
- Argulus personatus Cunnington, 1913
- Argulus pestifer Ringuelet, 1948
- Argulus phoxini Leydig, 1871
- Argulus piperatus C. B. Wilson, 1920
- Argulus pugettensis Dana, 1852
- Argulus puthenveliensis Ramakrishna, 1959
- Argulus quadristriatus Devaraj & Ameer Hamsa, 1977
- Argulus reticulatus C. B. Wilson, 1920
- Argulus rhamdiae C. B. Wilson, 1936
- Argulus rhipidiophorus Monod, 1931
- Argulus rijckmansii Brian, 1940
- Argulus rotundus C. B. Wilson, 1944
- Argulus rubescens Cunnington, 1913
- Argulus rubropunctatus Cunnington, 1913
- Argulus salminei Kroyer, 1863
- Argulus scutiformis Thiele, 1900
- Argulus siamensis C. B. Wilson, 1926
- Argulus smalei Avenant-Oldewage & Oldewage, 1995
- Argulus spinulosus Silva, 1980
- Argulus stizostethii Kellicott, 1880
- Argulus striatus Cunnington, 1913
- Argulus taliensis Shen, 1948
- Argulus tientsinensis Ku & Wang, 1956
- Argulus trachynoti Brian, 1927
- Argulus trilineatus C. B. Wilson, 1904
- Argulus varians Bere, 1936
- Argulus versicolor C. B. Wilson, 1902
- Argulus vierai Pereira-Fonseca, 1939
- Argulus violaceus Thomsen, 1925
- Argulus vittatus (Rafinesque-Schmaltz, 1814)
- Argulus wilsoni Brian, 1940
- Argulus yucatanus Poly, 2005
- Argulus yucatanus Poly, 2004
- Argulus yuii K. N. Wang, 1958
- Argulus yunnanensis Shen, 1948